# Li Yanjun
Li Yanjun (chiń. 李延軍, ur. 18 marca 1963 w Fushun) – chińska siatkarka, złota medalistka igrzysk olimpijskich, mistrzostw świata i pucharu świata.

## Życiorys
W 1983 Li była w składzie reprezentacji Chin, która wywalczyła srebro na mistrzostwach Azji w Japonii. Wystąpiła na igrzyskach olimpijskich 1984 odbywających się w Los Angeles. Zagrała w dwóch z trzech meczów fazy grupowej, półfinale oraz finale ze Stanami Zjednoczonymi, w którym tryumfowały Chinki. W 1985 z reprezentacją zajęła pierwsze miejsce w organizowanym w Japonii pucharze świata, a w następnym roku zdobyła złoto na mistrzostwach świata w Czechosłowacji.